# Obila
Obila is een geslacht van vlinders van de familie spanners (Geometridae), uit de onderfamilie Larentiinae.

## Soorten
- O. abbreviata Warren, 1904
- O. catocalaria Walker, 1866
- O. celerata Walker, 1862
- O. cometes Druce, 1893
- O. chama Schaus, 1901
- O. defensata Walker, 1862
- O. floccosaria Walker, 1866
- O. pannosata Guenée, 1858
- O. paularia Warren, 1908
- O. praecuraria Möschler, 1890
- O. ruptiferata Walker, 1862
- O. simpliciata Warren, 1905
- O. tabascana Schaus, 1901
- O. umbrinata Guenée, 1859
- O. xantholiva Warren, 1895